# Кінь і трепетна лань (оповідання)
«Кінь і трепетна лань» (рос. Конь и трепетная лань) — оповідання А. П. Чехова, вперше опубліковане у 1885 році.

## Історія публікації і критика
Оповідання А. П. Чехова «Кінь і трепетна лань» написане в 1885 році, вперше опубліковане в 1885 році в «Петербурзькій газеті» № 219 від 12 серпня з підписом А. Чехонте, друкувлося в збірнику «Строкаті оповідання». Автор використав у назві оповідання вірш А. С. Пушкіна «Полтава»: «В одну телегу впрячь немножно коня и трепетную лань».
За життя А. Чехова оповідання перекладалося сербськохорватською.

## Сюжет
Дія оповідання відбувається в одному провінційному містечку. Якось вночі подружжю Фібрових не спалося. Дружина Катя стала дорікати чоловіка Васі за те, що він постійно приходить додому п'яним. Чоловік, який працює репортером, виправдовується, що у нього така посада — не можна не випити з приятелями, з клієнтом — інакше не отримаєш від нього відомостей, з агентом.
Дружина вмовляє Васю полишити цю роботу, оскільки він не серйозний письменник, а так собі — якийсь репортер, пише дрібниці. Вона каже: «Добре б ще, приміром, якщо б заробляв багато, отак рублів двісті-триста на місяць, а то отримуєш якісь нещасні п'ятдесят рублів, та й то неакуратно. Живемо ми бідно, брудно. Квартира пральнею пропахла, кругом все робітники та розпусні жінки живуть. Цілий день тільки і чуєш непристойні слова і пісні. Ні меблів у нас, ні білизни. Ти одягнений непристойно, бідно, так що господиня на тебе тикає, я гірше модистки всякої. Їмо ми гірше всяких поденників…».
Вася відповідає, що вони скоро добре заживуть — ось тільки його візьмуть у видання «Куряча сліпота» вести хроніки. Минув деякий час у взаємних доріканнях, після чого Вася вийшов з кімнати. Через дві хвилини він повернувся, похитуючись з виразом жаху і бурмотінням. Дружина знову стала мріяти про кращу долю і не помітила як заснула. До полудня вона прокинулася, але чоловіка не було поруч. Вона впевнена, що Вася повернеться вночі знову в нетверезому вигляді і не хоче писати дядькові прохання чоловікові знайти підходящу роботу.